# Castello Voronoff
Il castello Voronoff, o castello Grimaldi, è un palazzo nella frazione di Grimaldi, nel comune di Ventimiglia in provincia di Imperia. Deve tuttora la sua notorietà al fatto che vi abitò ed operò per anni il noto chirurgo e ricercatore russo Serge Voronoff.

## Storia e descrizione
Il palazzo venne edificato nell'ultima decade dell'Ottocento, all'interno di un rigoglioso giardino con torre saracena o della Dogana (o ancora dei Corsi a causa della provenienza della guarnigione che alloggiava), di proprietà del medico inglese J. H. Bennet. Si trovava presso lo storico valico di confine tra Italia e Francia, Ponte San Luigi in località Balzi Rossi.

L'edificio era impostato su due piani e un attico con tetto spiovente. A sinistra si notava la torretta merlata guelfa, con dieci finestre e una vasta terrazza panoramica. Sopra il pianterreno si osservava un portico con balconata da cui si poteva ammirare il Mar Ligure e una loggia-poggiolo centrale con belvedere. Le finestre della sontuosa villa erano monofore, o anche bifore, con balconcino a castello.

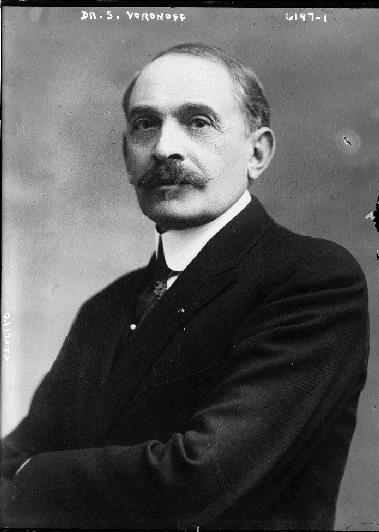
Serge Voronoff

Il retro della costruzione era scandito da una teoria di monofore con terrazzini sporgenti ed un elegante portico al piano terra con ampia loggia e veduta sulla riviera francese ed italiana: a destra una raffinata scalinata esterna conduceva ai piani superiori. Il palazzo, che disponeva di vani sotterranei, era dotato di cinta muraria e di ingresso principale con cancellata.
L'interno era caratterizzato da un piano nobile ed uno per la servitù e gli aiutanti del dottor Voronoff: nel primo, oltre alle camere di rappresentanza, di riposo e ad una ben fornita biblioteca, si evidenziava un'ampia sala da pranzo rettangolare con due pareti di cristallo: una verso la Francia (gli archi ottocenteschi del porto di Mentone) e l'altra verso l'Italia (Ventimiglia e gli oliveti).
Gli elementi dell'arredamento erano in stile liberty e russo.
I protagonisti del rigoglioso giardino erano soprattutto gli aranci e le palme, ma pure fichi d'India e roseti. Tra la vegetazione vivevano uccelli esotici di ogni tipo.
Nel 1925 il medico russo, di religione ebraica, Serge Voronoff (Voronež, 1866 - Losanna, 1951) acquistò il palazzo e il parco da un vice console.
Dopo aver vissuto (e fatto importanti esperienze professionali) a Parigi, Stati Uniti ed Egitto, scelse la Riviera dei Fiori per studiare più tranquillamente e attuare i suoi esperimenti. Si sposò tre volte e diventò ricchissimo. Fece allestire nel giardino del palazzo, che presto divenne un rinomato luogo di incontro culturale, un allevamento di scimmie, diretto dall'olandese Christian Batelt, un ex circense, in cui vivevano un'ottantina di primati.
Alcuni vicini ambienti del palazzo furono adibiti ad ospedaletto. Il Voronoff, infatti, era giunto alla conclusione che fosse possibile trapiantare nell'uomo anziano i testicoli di scimmia, per ringiovanirlo, rinvigorirlo, anche sessualmente. Questa teoria fece nascere molte leggende e storie inconsuete.
Nel 1939 il medico fu costretto a recarsi negli Stati Uniti: rientrò in Europa dopo la fine della guerra, ma la villa, in cui aveva risieduto per quattordici anni, era stata devastata dai bombardamenti. Voronoff pensò subito a immediati restauri, ma, nel 1951, a Losanna, morì accidentalmente, a ottantacinque anni, dopo una caduta dalla vasca da bagno. Fu sepolto nella sezione ebraica del cimitero Caucade a Nizza.
Il palazzo, rimaneggiato anche all'interno e spogliato dell'originale mobilia, fu acquistato da una società immobiliare che lo destinò a residence di lusso.

## Bibliografia

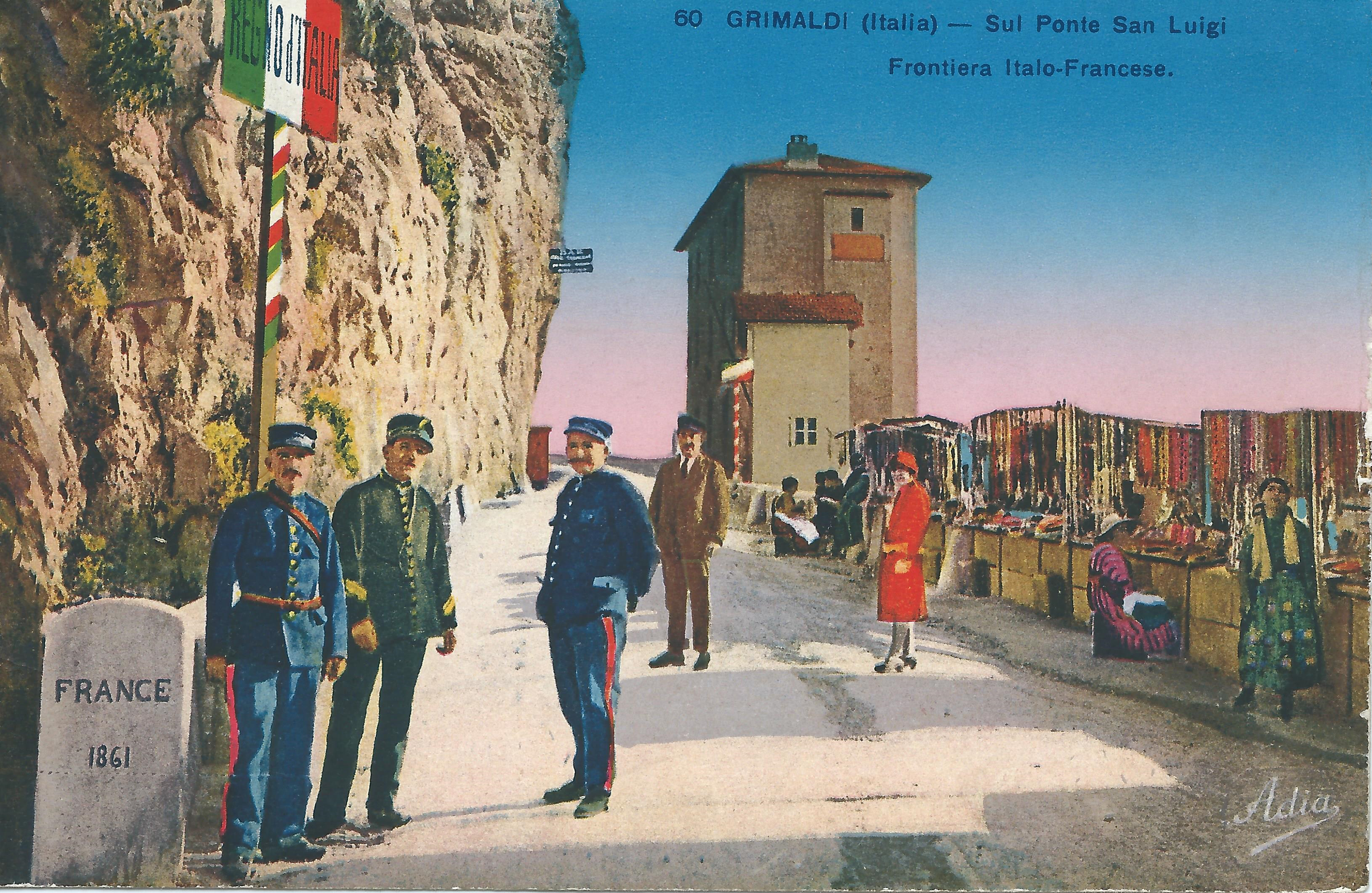
Il ponte San Luigi
Il castello Voronoff
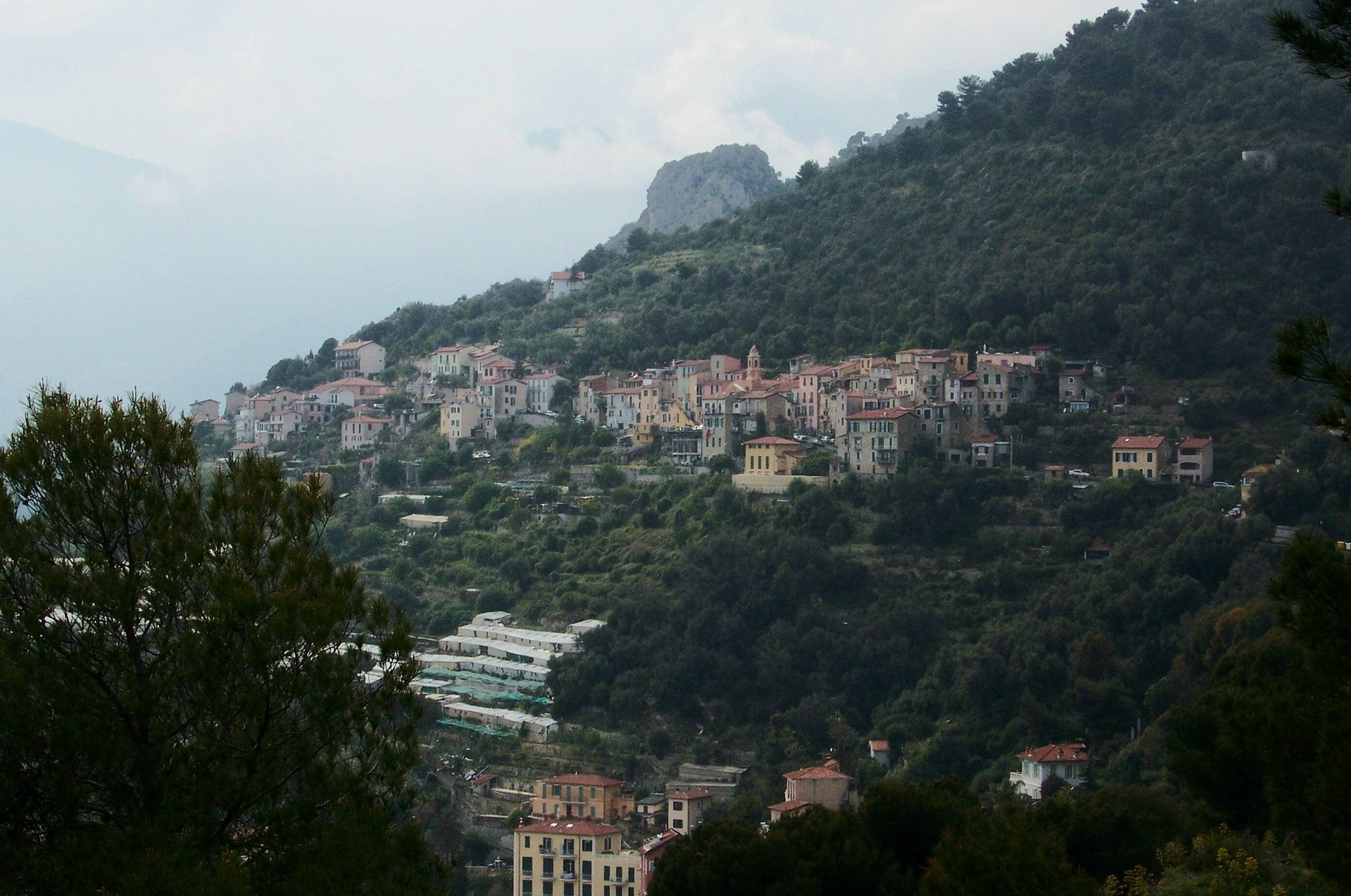
Il borgo di Grimaldi